# アルカディア (ゲーム機)
「アルカディア」（Arcadia）は、日本で1983年に発売されたバンダイの家庭用ビデオゲーム機。あるいは、米国で1982年に発売されたエマーソンラジオの家庭用ビデオゲーム機「Arcadia 2001」。
アルカディアには内部的にほぼ同一仕様のゲーム機が複数存在しており、世界各地で様々な企業から別々の名前を付けられて販売されていた。日本で発売された「アルカディア」と米国で発売された「Arcadia 2001」、カナダで発売された「Leisure-Vision」などについてはカートリッジを含めて互換性があり、カートリッジの相互利用が可能なことが判明している。
また、内部的には同一バイナリのプログラムが動作するが、アルカディアとカートリッジの互換性が存在しない機種も存在する。日本で発売されたものの中では、朝日通商あるいはヤマギワが発売した「ダイナビジョン」や、PICの「エクセラ」がこれに該当している。これらの機種で採用されたカートリッジは数種類に分類することができ、異なるカートリッジ形状を採用した機種とのカートリッジの相互利用は通常は不可能となっている。
当記事では、これらの機種の中から日本でバンダイが発売した「アルカディア」を項目名として用いている。

## アルカディア (バンダイ)
「アルカディア」は、バンダイが1983年3月25日に日本で発売した家庭用ビデオゲーム機である。
アルカディアは低価格を目的とした機種であり、8ビットCPUを採用する家庭用ビデオゲーム機としては日本で初めて2万円を切る価格で発売された。また、本機の特徴として、ソフトラインナップに子供番組を題材としたキャラクターゲームが含まれていたことが挙げられる。
アルカディアは香港からの輸入機種であり、バンダイはその製造を香港のユニバーサル社に委託していた。

### 発売経緯
1980年から続いたLSIゲームのブームが落ち着きつつあった1982年の日本の玩具業界では、ポストLSIゲームとして家庭用ビデオゲームに大きな期待が掛けられていた。それ以前の日本の玩具市場では、1981年夏に発売されたエポック社の「カセットビジョン」のみがカートリッジ交換型の家庭用ビデオゲーム機として存在感を示した製品であったが、1982年夏以降、各社から複数の家庭用ビデオゲーム機の新製品が発売され、それぞれ多額の予算を投じてTV媒体や雑誌媒体を使った積極的な宣伝活動が展開された。
しかし、『トイズマガジン』の調査によると、1982年の家庭用ビデオゲーム機本体の販売台数は全体で約15万台、ゲームカートリッジを含めた市場規模は約70億円に留まったという。当時の玩具業界の間では、1982年の日本の家庭用ビデオゲーム市場が不振に終わった理由として、市場が未成熟であったこと、ゲーム機本体があまりにも高価格であったこと、何でもできるパソコンとしての側面を強調したためにかえって中途半端な印象を与えてしまったことなどが取り沙汰されていた。製販三層は本体だけで数万台とみられる相当数の在庫を抱え、翌1983年の夏休み商戦に入っても前年に抱えた在庫が捌ききれない状態となっていた。
日本の玩具メーカーであるバンダイも、提携関係にあるマテル社の16ビットCPUを採用した家庭用ビデオゲーム機「インテレビジョン」を香港経由で輸入し、1982年8月から49,800円で販売していた。しかし、1982年の家庭用ビデオゲーム市場では期待していたほどの成果を得られなかったという。
インテレビジョンは、若者から大人世代を主な対象とした製品であったが、当時子供世代から人気のあったタレントのビートたけしをTVCMに起用するなど多額の広告宣伝費を投入したことも功を奏して、1982年8月の発売当初は幅広い年齢層から支持を得て好調な出足となっていた。1983年5月の『日経産業新聞』の記事では、日本のビデオゲームブームの火付け役になったとも評価されている。しかし、1982年末までには49,800円という価格面が主なネックとなって、特に子供世代からの需要が減少し、売れ行きが鈍化してしまうこととなった。
そこでバンダイは、より低価格で子供世代を狙った新製品として「アルカディア」を展開することを決めた。『トイズマガジン』1983年1月号に掲載されたバンダイの山科誠社長（当時）へのインタビューで、バンダイが低価格の家庭用ビデオゲーム機を1983年春に発売することを明らかにし、1983年2月3・4日に東京・池袋のサンシャインシティ文化会館で開催された「ニューバンダイフェア」で、普及価格の新製品としてアルカディアが発表された。発表当初の本体価格は29,800円を予定し、1983年3月中旬に発売予定としていた。
しかし、バンダイは発売直前の1983年3月17日に、急遽アルカディアの本体価格を予定価格から大幅に下げた19,800円に設定することを発表した。この値下げは各社による低価格帯の家庭用ビデオゲーム機の発売などの価格競争の激化を見越した措置であり、アルカディアの生産を委託する香港のユニバーサル社とバンダイとの協議の末に決定されたものである。またこの措置には、1982年末から日本の家庭用ビデオゲーム市場への進出が報道されていた、米国の家庭用ビデオゲーム最大手であるアタリへの対抗策という側面もあった。
結果として、アルカディアは1983年3月25日に、8ビットCPUを採用する家庭用ビデオゲーム機としては日本で初めて2万円を切る低価格で発売されることになった。バンダイはテレビや少年漫画誌を中心に広告を投じて、子供世代からの需要を呼び起こそうとしていた。
しかし、アルカディアの発売後にも、任天堂が「ファミリーコンピュータ」を15,000円で発売することを発表するなど、競合各社による低価格帯の家庭用ビデオゲーム機の発表や、既存機種の価格改定が相次いだ。その情勢の影響で、バンダイもアルカディアの価格を見直すこととなった。バンダイは、アルカディア用のキャラクターソフトの発売を機に、1983年7月1日からアルカディアの本体価格を据え置いたままカートリッジを1本同梱する施策を取った。1983年7月18日には再度の仕様変更が行われ、定価を19,800円（カートリッジ1本同梱）から9,800円（本体・コントローラ等付属品のみ）に値下げするまでに至った。
また、バンダイが従来から販売していたインテレビジョンについては、アルカディアの上位機種と位置づけた上で、アルカディアの発売後も販売が続けられた。バンダイはインテレビジョンの販売計画を再検討し、周辺機器を充実させる計画を立てるなど、アルカディアとの差別化を図ろうとしていた。なお、アルカディアの9,800円への価格改定と同時期である1983年夏には、インテレビジョンについても大幅な値下げが行われている。
1983年5月の『日経産業新聞』の記事によると、玩具業界の間ではインテレビジョンとアルカディアはバンダイが販売する家庭用ビデオゲーム機の本命商品ではなく、自社開発の製品を発売するまでのつなぎ商品ではないかという見方がされていたと記載している。しかし、『週刊ファミ通』2008年12月5・12日合併号に掲載された、1980年代当時電子ゲーム全般のプロデュースを担当していたバンダイの石上幹雄へのインタビューによると、家庭用ビデオゲームビジネスは低価格競争の結果、「小さく生んで大きく育てる」といった玩具業界の商慣習とは似て非なるハイリスクなものと化しており、そのリスクを減らすことも一因として、アルカディアという既存のビデオゲーム機を輸入したと述べている。
バンダイは1983年3月の発売当初、アルカディアの初年度の販売台数を約20万台と見込んでいた。1983年9月の『日経産業新聞』に掲載された1983年4月から8月までの家庭用ビデオゲーム機の生産状況を伝える記事によると、アルカディアは約4万台を生産し、任天堂のファミリーコンピュータ、セガ・エンタープライゼスの「SG-1000」、エポック社の「カセットビジョンJr.」に次いで3位に並んだという。しかし記事中では、9,800円への強引な値下げによって販売を支えたのが実態であり、発売が1983年3月ということもあって夏休み商戦では苦戦したと評価している。
1983年にバンダイはアルカディアの他にも、同じく海外からの輸入製品でディスプレイ一体型のゲーム機「光速船」や、シャープと共同開発したホビーパソコン「RX-78 GUNDAM」を発売したが、いずれの機種も赤字を計上した。バンダイは最終的に家庭用ビデオゲーム機事業から撤退し、ソフトメーカーとしてファミリーコンピュータに参入することとなった。

### ハードウェアの特徴
アルカディアの本体は木目調の筐体に2つのコントローラーが接続されたものとなっていた。コントローラはカールケーブルで接続された数字キー付きの縦長コントローラとなっており、方向パッドはネジ式のレバーを取り付けることにより、ジョイスティックとしても使用することができた。

### ソフトウェアの特徴
アルカディア用のゲームカートリッジとして、全19本がバンダイから発売された。
バンダイが展開したアルカディアのソフトウェアの特徴としては、既存のアニメや漫画などを題材にしたキャラクターソフトがラインナップとして加わっていたことが挙げられる。家庭用ビデオゲームにおけるキャラクターソフトは日本では初とも言える試みであり、開発にはバンダイと株式会社科学技研が共同で携わった。
その一方で、キャラクターソフト以外のラインナップは海外からの輸入ソフトとなっていた。カートリッジの価格は輸入ソフトは2,980円から4,800円、キャラクターソフトは3,800円に設定された。
輸入ソフトは全15本がアルカディア本体と同時発売されている。キャラクターソフトの発売時期については、『月刊コロコロコミック』1983年10月号の記事によると、『機動戦士ガンダム』『ドラえもん』の2本がその時点で発売済みとしており、1983年9月発売予定のソフトとして『超時空要塞マクロス』『Dr.スランプ アラレちゃん』の2本が記載されている。

### 評価
『月刊コロコロコミック』1983年10月号に掲載された家庭用ビデオゲーム機6機種の比較記事では、アルカディアのコントローラは数字キーやカールケーブルを理由に最高評価を獲得している。しかし、グラフィックについては画面解像度や色数などを理由に、画面が荒く動作もぎこちないと評され、ゲーム内の効果音についても単調と書かれている。総合評価としてはファミリーコンピュータ、アタリ2800、SG-1000に次いで、6機種中4位と評価された。

### 発売されたタイトル
輸入ソフト
- サイドアタック
- スペースミッション
- エイリアンインベーダー
- スペースバルチュア
- ミサイルウォー
- スーパーガブラー
- スペーススクワードロン
- キャットトラックス
- エスケープマン
- ロボットキラー
- R2Dタンク
- ホッピーバグ
- ジャングラー
- スペースパイレーツ
- アストロインベーダー

キャラクターソフト
- 機動戦士ガンダム
- 超時空要塞マクロス
- Dr.スランプ アラレちゃん
- ドラえもん

※ 『パーマン』や『科学戦隊ダイナマン』を題材にしたキャラクターソフトの発売も計画されていた。

## Arcadia 2001 (Emerson Radio)
「Arcadia 2001」は、エマーソンラジオが米国で1982年に発売した家庭用ビデオゲーム機である。
Arcadia 2001は、「インテレビジョン」や「オデッセイ2」などの競合製品と同等のグラフィックを持っていた。しかし、同年にグラフィック性能に優れる「コレコビジョン」が発売されていたために市場で存在感を全く示せず、商業的に失敗した。また、『パックマン』などの人気のある業務用ビデオゲームを家庭用で出版する権利は主にアタリが確保していたため、Arcadia 2001のソフトラインナップはゲーマーにとって貧弱に映るものでしかなかった。
エマーソンラジオからArcadia 2001用として発売されたゲームソフトの本数は全22本あるいは、全24本とされている。
発売されたタイトル
- 3D Bowling
- Alien Invaders
- American Football
- Baseball
- Brain Quiz
- Breakaway
- Capture
- Cat Trax
- Escape
- Grand Slam Tennis
- Jungler
- Missile War
- Ocean Battle
- Red Clash
- Soccer
- Space Attack
- Space Mission
- Space Raiders
- Space Vultures
- Spiders
- Star Chess
- Tanks a Lot

## 類似機種の一覧
| 機種名                              | 販売元                | 販売地域             | カートリッジ形状  |
| ----------------------------------- | --------------------- | -------------------- | ----------------- |
| Advision Home Arcade                | Advision              | フランスの旗         | Emerson console   |
| アルカディア                        | バンダイ              | 日本の旗             | Emerson console   |
| Arcadia 2001                        | Emerson               | アメリカ合衆国の旗   | Emerson console   |
| Cosmos                              | Tele-Computer         | スペインの旗         | Emerson console   |
| ダイナビジョン                      | 朝日通商              | 日本の旗             | MPT-03 console    |
| エクセラ                            | P.I.C.                | 日本の旗             | MPT-03 console    |
| Hanimex MPT-03                      | Hanimex               | フランスの旗         | MPT-03 console    |
| HMG-2650                            | Hanimex               | ドイツの旗           | Emerson console   |
| Home Arcade Centre                  | Hanimex               | フランスの旗         | Emerson console   |
| Intelligent Game MPT-03             | Intelligent Game      | アメリカ合衆国の旗   | MPT-03 console    |
| Intercord XL 2000 System            | Intercord             | ドイツの旗           | Emerson console   |
| Intervision 2001                    | Intervision           | スイスの旗           | Ormatu console    |
| ITMC MPT-03                         | ITMC                  | フランスの旗         | MPT-03 console    |
| Leisure-Vision                      | Leisure-Dynamics      | カナダの旗           | Emerson console   |
| Leonardo                            | GiG Electronics       | イタリアの旗         | Emerson console   |
| Ormatu 2001                         | Ormatu Electronics BV | オランダの旗         | Ormatu console    |
| Palladium Video Computer Game       | Neckermann            | ドイツの旗           | Palladium console |
| Polybrain Video Computer Game       | Polybrain             | ドイツの旗           | Palladium console |
| Poppy MPT-03 Tele Computer Spiel    | Poppy                 | ドイツの旗           | MPT-03 console    |
| Prestige Video Computer Game MPT-03 | Prestige              | フランスの旗         | MPT-03 console    |
| Robdajet MPT-03                     |                       | スイスの旗           | MPT-03 console    |
| Rowtron 2000                        | Rowtron               | イギリスの旗         | MPT-03 console    |
| Schmid TVG-2000                     | Schmid                | ドイツの旗           | Emerson console   |
| Sheen Home Video Centre 2001        | Sheen                 | オーストラリアの旗   | Ormatu console    |
| Soundic MPT-03                      | Soundic               | フィンランドの旗     | MPT-03 console    |
| Tele Brain                          | Mr. Altus             | ドイツの旗           | Palladium console |
| Tele-Fever                          | Tchibo                | ドイツの旗           | Emerson console   |
| Tempest MPT-03                      | Tempest               | オーストラリアの旗   | MPT-03 console    |
| Tobby MPT-03                        | Tobby                 | Tobby                | MPT-03 console    |
| Trakton Computer Video Game         | Trakton               | オーストラリアの旗   | Palladium console |
| Tryom Video Game Center             | Tryom                 | アメリカ合衆国の旗   | MPT-03 console    |
| Tunix Home Arcade                   | Monaco Leisure        | ニュージーランドの旗 | Emerson console   |
| UVI Compu-Game                      | Orbit Electronics     | ニュージーランドの旗 | Orbit console     |
| Video Master                        | Grandstand            | ニュージーランドの旗 | Orbit console     |